# 洛亚尔顿 (加利福尼亚州)
洛亚尔顿（英語：Loyalton），是美国加利福尼亚州谢拉县下属的一座城市。建市于1901年7月21日，面积大约为0.36平方英里（0.93平方公里）。根据2010年美国人口普查，该市有人口769人。